# Дуэль (короткометражный)
«Дуэ́ль» — короткометражный советский художественный фильм, срежиссированный Николаем Шпиковским в 1934 году. Фильм долгое время считался утерянным. Премьера состоялась 3 февраля 1935 года.

## Анотация
В фильме высмеивались проявления ложной романтики в среде нашей молодежи. За девушкой ухаживают двое парней—Федя и Валентин. Девушка решает проверить, кто из них её любит больше. Она дает Феде незаряженный револьвер и предлагает ему застрелиться. Федя отказывается. Валентин же готов пожертвовать собой ради любви. Так девушка узнает, кто её действительно любит.

## Сюжет
(1).
Дина оставляет записки с одинаковым содержанием двум влюбленным в неё парням:
"Федя / Валентин!
Я жду тебя
сегодня в половине
седьмого внизу
возле лифта
Дина "
Прочитав записки, находясь в разных комнатах одной квартиры оба парня радостно продолжили заниматься своими делами. Через некоторое время парни начинают бодро собираться. Федя смотрит на портрет Дины, висящий на крючке возле выхода из квартиры, и решает полить стоящий не в вазе букет цветов, который собрался дарить девушке. Валентин в это время тоже собрался, он посмотрел на тень уходящего приятеля и тоже достал спрятанный букет.
(2).
Федя спустился на первый этаж и к нему подошел знакомый парню доктор. У них произошел диалог о Федином значке с надписью «АМО».
АМО(нынешний ЗИС)-это завод, на котором работает Федор. Но доктор рассказал интересный факт, что оказывается «АМО» по-латыни значит «люблю». Мужчина процитировал Пушкина, в то время как Федя подложил ему цветок из букета в кармашек пиджака. Вдруг доктор осознал, что опаздывает и быстро заторопился. «От чудак!»- озвучил свои мысли в слух Федор и вышел из подъезда на улицу. Вниз спустился Валентин, сел на лавочку поправлять цветы в букете. Федя обратно зашел в подъезд. В начале парни не заметили друг друга. Но Федя насвистывал мелодию от скуки, так что очень быстро они встретились взглядами, не успели они удивиться, как вдруг в подъезд зашла Дина .Они с улыбкой встретили девушку. «Ну пошли ребята!»- сказала Дина и радостно почти вприпрыжку пошла по направлению к лифту. «Какой вечер замечательный!»-продолжала радостно она, уже вызвав лифт. Парни по очереди отдали ей букеты и зашли в лифт, следом за ними в лифт зашла Дина. Федя решил повторить слова доктора про свой значок, чем немного впечатлил девушку. Выйдя из лифта, Валентин попытался повторить за Федором показав свой значок «Динамо», сделав акцент на том, что в значке есть и «Дина» и «Амо». Реакция девушки на это: «Оба вы АМО, оба вы Динамо! Ну пойдем!» Дина радостно пошагала по лестнице и, постояв немного, парни пошли следом. Когда Дина ушла вперед Федор и Валентин начали ругаться. «Дорогой Граф, какого черта ты пришел сюда!..» обратился Федя к такому же недоумевающему парню как он. Дина на время прервала ссору, но пройдя немного ближе к девушке парни остановились и достали записки, в то время как Дина пела на крыше. Федор и Валентин решили поговорить с девушкой, они позвали её спустить и поговорить внизу.
(3).
Дина говорит, что сейчас все объяснит и говорит парням, что не знает кто правда её любит. Она хочет яркой и романтичной любви, на что Федор говорит, что может подарить ей яркой любви, а Валентин говорит, что он романтик . Дина предлагает проверить, кто по настоящему её любит(испытывает любовь на деле), аккуратно достает револьвер. Она протягивает его Феде и говорит, что в нём лишь одна пуля. Парень долго метался, но все же не решился и прямо заявил, что это дурость, Дина ему говорила, что все серьёзно. Дина протянула оружие Валентину и в отличие от Феди парень решился и выстрелил. Дина не ожидала от парня такой глупости. «Рисковать из-за капризов? Романтик..». Дина ушла взяв под руку Федю. Улыбка на лице Валентина быстро сменилась на обиду и злость. Федя уже на крыше спросил Дину: «А что если бы он в самом деле выстрелил?». Дина сказала парню проверить барабан револьвера, пуль не было. Парочка поднялась наверх.

## Объяснение концовки фильма
- В отличие от приведенного в каталожной аннотации сюжета, героиня новеллы разыгрывает «проверку» с револьвером, чтобы узнать, не кто из них её любит, а кто лишен склонности к «романтическим» эффектам. И Федя, осудивший предложение, оказывается победителем в проверке на здравомыслие, а не на степень влюбленности[1].

## Актёры
- Пётр Савин — Федя
- Т.Котельникова—Дина
- Александр Звенигородский —Валентин

## Съёмочная группа
- Режиссёр: Шпиковский, Николай Григорьевич
- Сценаристы: Шпиковский, Николай Григорьевич, Безыменский, Александр Ильич
- Оператор: Завелев, Борис Исаакович
- Художник: В.Егоров
- Композитор: Климентий Корчмарёв
- Звукооператор: В.Бегданкевич